# Ostrea stentina
Ostrea stentina is een tweekleppigensoort uit de familie van de Ostreidae. De wetenschappelijke naam van de soort is voor het eerst geldig gepubliceerd in 1826 door Payraudeau.

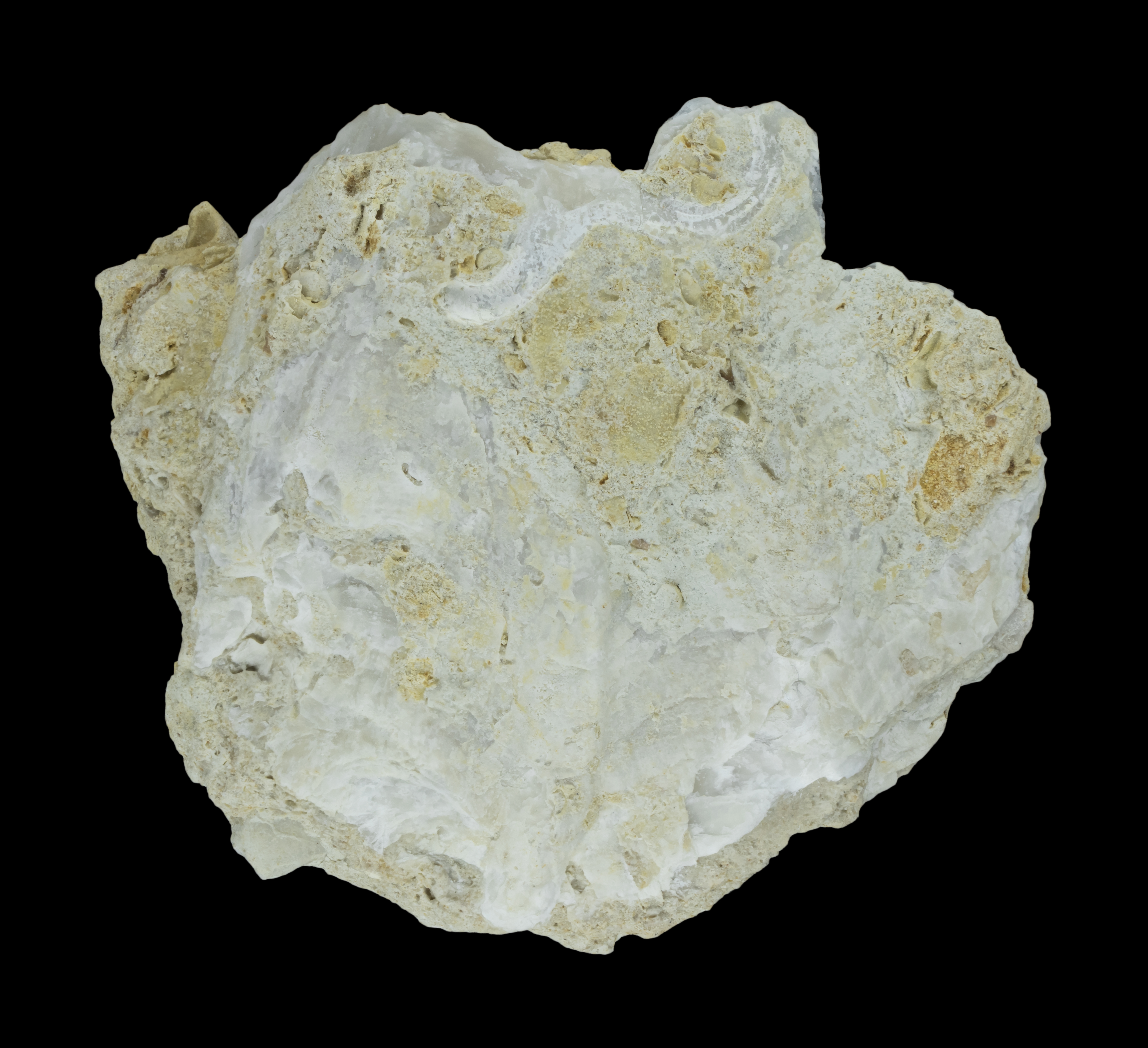
Fossiel
Ostrea stentina var. pepratxi, rechter klep
Ostrea stentina var. pepratxi, linker klep
Ostrea stentina var. syriaca, rechter klep
Ostrea stentina var. syriaca, linker klep